# Kyōsuke Tagawa
Kyōsuke Tagawa (田川 亨介?, Tagawa Kyōsuke; Nagasaki, 11 febbraio 1999) è un calciatore giapponese, attaccante dei Kashima Antlers.

## Statistiche

### Cronologia presenze e reti in nazionale
| Cronologia completa delle presenze e delle reti in nazionale ― Giappone | Cronologia completa delle presenze e delle reti in nazionale ― Giappone | Cronologia completa delle presenze e delle reti in nazionale ― Giappone | Cronologia completa delle presenze e delle reti in nazionale ― Giappone | Cronologia completa delle presenze e delle reti in nazionale ― Giappone | Cronologia completa delle presenze e delle reti in nazionale ― Giappone | Cronologia completa delle presenze e delle reti in nazionale ― Giappone | Cronologia completa delle presenze e delle reti in nazionale ― Giappone |
| Data                                                                    | Città                                                                   | In casa                                                                 | Risultato                                                               | Ospiti                                                                  | Competizione                                                            | Reti                                                                    | Note                                                                    |
| ----------------------------------------------------------------------- | ----------------------------------------------------------------------- | ----------------------------------------------------------------------- | ----------------------------------------------------------------------- | ----------------------------------------------------------------------- | ----------------------------------------------------------------------- | ----------------------------------------------------------------------- | ----------------------------------------------------------------------- |
| 10-12-2019                                                              | Busan                                                                   | Cina                                                                    | 1 – 2                                                                   | Giappone                                                                | Coppa dell'Asia orientale 2019                                          | -                                                                       | 72’                                                                     |
| 14-12-2019                                                              | Busan                                                                   | Giappone                                                                | 5 – 0                                                                   | Hong Kong                                                               | Coppa dell'Asia orientale 2019                                          | 1                                                                       |                                                                         |
| Totale                                                                  |                                                                         | Presenze                                                                | 2                                                                       |                                                                         | Reti                                                                    | 1                                                                       |                                                                         |

| Cronologia completa delle presenze e delle reti in nazionale ― Giappone under 23 | Cronologia completa delle presenze e delle reti in nazionale ― Giappone under 23 | Cronologia completa delle presenze e delle reti in nazionale ― Giappone under 23 | Cronologia completa delle presenze e delle reti in nazionale ― Giappone under 23 | Cronologia completa delle presenze e delle reti in nazionale ― Giappone under 23 | Cronologia completa delle presenze e delle reti in nazionale ― Giappone under 23 | Cronologia completa delle presenze e delle reti in nazionale ― Giappone under 23 | Cronologia completa delle presenze e delle reti in nazionale ― Giappone under 23 |
| Data                                                                             | Città                                                                            | In casa                                                                          | Risultato                                                                        | Ospiti                                                                           | Competizione                                                                     | Reti                                                                             | Note                                                                             |
| -------------------------------------------------------------------------------- | -------------------------------------------------------------------------------- | -------------------------------------------------------------------------------- | -------------------------------------------------------------------------------- | -------------------------------------------------------------------------------- | -------------------------------------------------------------------------------- | -------------------------------------------------------------------------------- | -------------------------------------------------------------------------------- |
| 10-1-2018                                                                        | Jiangyin                                                                         | Giappone under 23                                                                | 1 – 0                                                                            | Palestina under 23                                                               | Coppa d'Asia AFC Under-23 2018                                                   | -                                                                                | 63’                                                                              |
| 13-1-2018                                                                        | Jiangyin                                                                         | Thailandia under 23                                                              | 0 – 1                                                                            | Giappone under 23                                                                | Coppa d'Asia AFC Under-23 2018                                                   | -                                                                                |                                                                                  |
| 19-1-2018                                                                        | Jiangyin                                                                         | Giappone under 23                                                                | 0 – 4                                                                            | Uzbekistan under 23                                                              | Coppa d'Asia AFC Under-23 2018                                                   | -                                                                                | 85’                                                                              |
| 28-5-2018                                                                        | Vitrolles                                                                        | Turchia under 23                                                                 | 2 – 1                                                                            | Giappone under 23                                                                | Torneo di Tolone 2018 - 1º turno                                                 | -                                                                                | 67’                                                                              |
| 31-5-2018                                                                        | Vitrolles                                                                        | Giappone under 23                                                                | 3 – 2                                                                            | Portogallo under 23                                                              | Torneo di Tolone 2018 - 1º turno                                                 | 1                                                                                | 67’                                                                              |
| 7-6-2018                                                                         | Carnoux-en-Provence                                                              | Giappone under 23                                                                | 1 – 0                                                                            | Togo under 23                                                                    | Torneo di Tolone 2018 - Play-off 7º posto                                        | -                                                                                | 58’                                                                              |
| 24-3-2019                                                                        | Yangon                                                                           | Timor Est under 23                                                               | 0 – 6                                                                            | Giappone under 23                                                                | Qualificazioni Coppa d'Asia AFC Under-23 2020                                    | 1                                                                                | 69’                                                                              |
| 9-1-2020                                                                         | Rangsit                                                                          | Giappone under 23                                                                | 1 – 2                                                                            | Arabia Saudita under 23                                                          | Coppa d'Asia AFC Under-23 2020                                                   | -                                                                                | 90+1’                                                                            |
| 12-1-2020                                                                        | Rangsit                                                                          | Siria under 23                                                                   | 2 – 1                                                                            | Giappone under 23                                                                | Coppa d'Asia AFC Under-23 2020                                                   | -                                                                                | 67’                                                                              |
| 15-1-2020                                                                        | Bangkok                                                                          | Qatar under 23                                                                   | 1 – 1                                                                            | Giappone under 23                                                                | Coppa d'Asia AFC Under-23 2020                                                   | -                                                                                | 83’                                                                              |
| 26-3-2021                                                                        | Chōfu                                                                            | Giappone under 23                                                                | 0 – 1                                                                            | Argentina under 23                                                               | Amichevole                                                                       | -                                                                                | 79’                                                                              |
| 29-3-2021                                                                        | Kitakyūshū                                                                       | Giappone under 23                                                                | 3 – 0                                                                            | Argentina under 23                                                               | Amichevole                                                                       | -                                                                                | 61’ 90+1’                                                                        |
| Totale                                                                           |                                                                                  | Presenze                                                                         | 12                                                                               |                                                                                  | Reti                                                                             | 2                                                                                |                                                                                  |

| Cronologia completa delle presenze e delle reti in nazionale ― Giappone under 20 | Cronologia completa delle presenze e delle reti in nazionale ― Giappone under 20 | Cronologia completa delle presenze e delle reti in nazionale ― Giappone under 20 | Cronologia completa delle presenze e delle reti in nazionale ― Giappone under 20 | Cronologia completa delle presenze e delle reti in nazionale ― Giappone under 20 | Cronologia completa delle presenze e delle reti in nazionale ― Giappone under 20 | Cronologia completa delle presenze e delle reti in nazionale ― Giappone under 20 | Cronologia completa delle presenze e delle reti in nazionale ― Giappone under 20 |
| Data                                                                             | Città                                                                            | In casa                                                                          | Risultato                                                                        | Ospiti                                                                           | Competizione                                                                     | Reti                                                                             | Note                                                                             |
| -------------------------------------------------------------------------------- | -------------------------------------------------------------------------------- | -------------------------------------------------------------------------------- | -------------------------------------------------------------------------------- | -------------------------------------------------------------------------------- | -------------------------------------------------------------------------------- | -------------------------------------------------------------------------------- | -------------------------------------------------------------------------------- |
| 3-9-2018                                                                         | Narashino                                                                        | Giappone under 20                                                                | 2 – 0                                                                            | Vietnam under 20                                                                 | Amichevole                                                                       | -                                                                                |                                                                                  |
| 7-9-2018                                                                         | Città del Messico                                                                | Messico under 20                                                                 | 1 – 1                                                                            | Giappone under 20                                                                | Amichevole                                                                       | 1                                                                                | 46’                                                                              |
| 9-9-2018                                                                         | Città del Messico                                                                | Brasile under 20                                                                 | 1 – 1                                                                            | Giappone under 20                                                                | Amichevole                                                                       | 1                                                                                | 67’                                                                              |
| 19-10-2018                                                                       | Cibinong                                                                         | Giappone under 20                                                                | 5 – 2                                                                            | Corea del Nord under 20                                                          | Coppa d'Asia AFC Under-19 2018                                                   | -                                                                                | 63’                                                                              |
| 25-10-2018                                                                       | Cibinong                                                                         | Giappone under 20                                                                | 5 – 0                                                                            | Iraq under 20                                                                    | Coppa d'Asia AFC Under-19 2018                                                   | 1                                                                                | 76’                                                                              |
| 28-10-2018                                                                       | Giacarta                                                                         | Giappone under 20                                                                | 2 – 0                                                                            | Indonesia under 20                                                               | Coppa d'Asia AFC Under-19 2018                                                   | -                                                                                | 65’                                                                              |
| 1-11-2018                                                                        | Cibinong                                                                         | Giappone under 20                                                                | 0 – 2                                                                            | Arabia Saudita under 20                                                          | Coppa d'Asia AFC Under-19 2018                                                   | -                                                                                | 46’                                                                              |
| 23-5-2019                                                                        | Bydgoszcz                                                                        | Giappone under 20                                                                | 1 – 1                                                                            | Ecuador under 20                                                                 | Mondiali Under-20 2019 - 1º turno                                                | -                                                                                | [ 1 ]                                                                            |
| 26-5-2019                                                                        | Gdynia                                                                           | Messico under 20                                                                 | 0 – 3                                                                            | Giappone under 20                                                                | Mondiali Under-20 2019 - 1º turno                                                | 1                                                                                |                                                                                  |
| 29-5-2019                                                                        | Bydgoszcz                                                                        | Italia under 20                                                                  | 0 – 0                                                                            | Giappone under 20                                                                | Mondiali Under-20 2019 - 1º turno                                                | -                                                                                | 22’                                                                              |
| Totale                                                                           |                                                                                  | Presenze                                                                         | 10                                                                               |                                                                                  | Reti                                                                             | 4                                                                                |                                                                                  |

## Palmarès

### Club

#### Competizioni nazionali
- Coppa J. League: 1

FC Tokyo: 2020